# Міжнародний літературно-мистецький фестиваль «Кролевецькі рушники»
Міжнародний літературно-мистецький фестиваль «Кролевецькі рушники» — культурно-мистецький проєкт, спрямований на розвиток та популяризацію народної культури та музики. З 1995 року щорічно восени проводиться в місті Кролевець (нині Конотопський район Сумської області), на батьківщині кролевецьких рушників.

## Історія
Вперше ідея організації фестивалю прозвучала з вуст відомого поета-земляка, заслуженого діяча мистецтв України Михайла Шевченка, який у травні 1993 року разом з учасниками міжнародного Шевченківського свята «В сім’ї вольній, новій…» завітав на свою малу батьківщину — місце останнього перебування в Україні Кобзаря.
За чверть століття його учасниками стали тисячі митців з різних куточків України, представники майже 20 країн: Естонії, Китаю, Нідерландів, Грузії, Польщі, Молдови, Південної Кореї.
2020 року через карантинні обмеження фестиваль не проводився.
2021 року відбувся ювілейний 25-й фестиваль «Кролевецькі рушники». 

## Організатори
Фестиваль був започаткований 1995 року Кролевецькою районною державною адміністрацією і Кролевецькою районною радою. Організаторами Фестивалю є: Міністерство кульури України, управління культури Сумської обласної державної адміністрації, відділ культури Кролевецької (нині Конотопської) районної державної адміністрації. Співорганізатори: Національні спілки письменників, художників, майстрів народного мистецтва України,  Комунальне підприємство «Кролевецьке художнє ткацтво», Кролевецьке вище професійне училище.

## Мета та завдання
Головною метою Фестивалю є:
- залучення широкого кола громадськості та творчої інтелігенції до збереження, примноження та популяризації надбань національної культури в світі;
- налагодження ділових зв'язків у культурній та духовній сферах з іншими країнами.

Основні завдання Фестивалю:
- популяризація творчих здобутків народних митців України;
- стимулювання міжнародного культурного обміну;
- зміцнення культурних зв'язків українців зарубіжжя зі своєю малою батьківщиною;
- підвищення ролі української літератури і мистецтва, народної творчості у формуванні світогляду та естетичних смаків молодого покоління.

## Програма
У Фестивалі беруть участь поети і письменники, художники і майстри декоративно-прикладного мистецтва, мистецтвознавці, професійні та аматорські художні колективи і окремі виконавці. В рамках Фестивалю проводяться різноманітні заходи: виставки творів професійних майстрів та аматорів декоративно-ужиткового мистецтва, майстер-класи, пленер «Тарасовими шляхами», міжнародний конкурс пісенної творчості «Мелодії вічності», творчі зустрічі діячів культури і мистецтв України та зарубіжних держав, концерти, вечори-зустрічі тощо. Завершується Фестиваль гала-концертом «На крилах Кролевецьких рушників».

## Відзначення учасників
Усі учасники Фестивалю отримують дипломи лауреатів. Переможці конкурсу пісенної творчості «Мелодії вічності» нагороджуються дипломами, грошовими преміями і сувенірами. Оргкомітет має право встановлювати додаткові відзнаки та нагороджувати спеціальними подарунками.
За підсумками голосування глядачів за високу виконавську майстерність щорічно обирається «Берегиня» Фестивалю, якій вручається головний приз — іменний кролевецький рушник. Першою 1996 року його отримала уславлена співачка, народна артистка України, лауреатка Шевченківської премії Євдокія Колесник із Києва. Під час проведення ювілейного, двадцятого Міжнародного фестивалю «Кролевецькі рушники», почесне звання «Берегиня-2015» присвоєно уродженці Сумщини, народній артистці України, Герою України Аді Роговцевій.